# Plesiochrysa armstrongi
Plesiochrysa armstrongi är en insektsart som först beskrevs av Peter Esben-Petersen 1928. 
Plesiochrysa armstrongi ingår i släktet Plesiochrysa och familjen guldögonsländor. Inga underarter finns listade i Catalogue of Life.